# LaFeltrinelli
LaFeltrinelli è una catena di librerie italiane (conosciute anche come Librerie Feltrinelli), la prima delle quali ha aperto nel 1957 a Pisa. In seguito la holding proprietaria delle librerie ha creato il negozio virtuale lafeltrinelli.it, gestito dalla società LaFeltrinelli Internet Bookshop. Nel 2023 la catena di librerie LaFeltrinelli ha 120 punti vendita sul territorio italiano.

## Storia
Già nel 1949 Giangiacomo Feltrinelli aveva dato vita alla Biblioteca G. Feltrinelli per lo studio della storia contemporanea e i movimenti sociali, trasformata prima in istituto e successivamente nella Fondazione Giangiacomo Feltrinelli. Nel 1957 apre a Pisa la prima libreria, a cui seguono Milano, Genova, Firenze e Roma. Dal 1962 al 2000 le librerie laFeltrinelli sono state dirette da Romano Montroni. Il primo tentativo di commercio elettronico da parte del gruppo Feltrinelli risale all'ottobre 1999, quando in compartecipazione aziendale con Kataweb (gruppo L'Espresso) venne inaugurata la libreria virtuale Zivago.com, ma l'iniziativa fallì due anni dopo, quando il 27 settembre del 2001 il sito venne chiuso e la società venne messa in liquidazione.
Nel 2005 è stata costituita la holding Effe 2005 - Gruppo Feltrinelli SpA, che riporta sotto la sua ala sia la società Giangiacomo Feltrinelli S.r.l. sia le Librerie Feltrinelli e nel 2007 è stato lanciato l'e-commerce LaFeltrinelli.it. Nel 2017 tramite un accordo di joint venture tra Gruppo Feltrinelli e Messaggerie Italiane, che ha coinvolto i portali di vendita online lafeltrinelli.it, IBS.it e Libraccio.it, questi sono passati sotto il controllo della società LaFeltrinelli Internet Bookshop Italia. Con l'apertura del punto vendita a Lucca, nel 2023 le librerie arrivano ad essere 120.

## Punti vendita

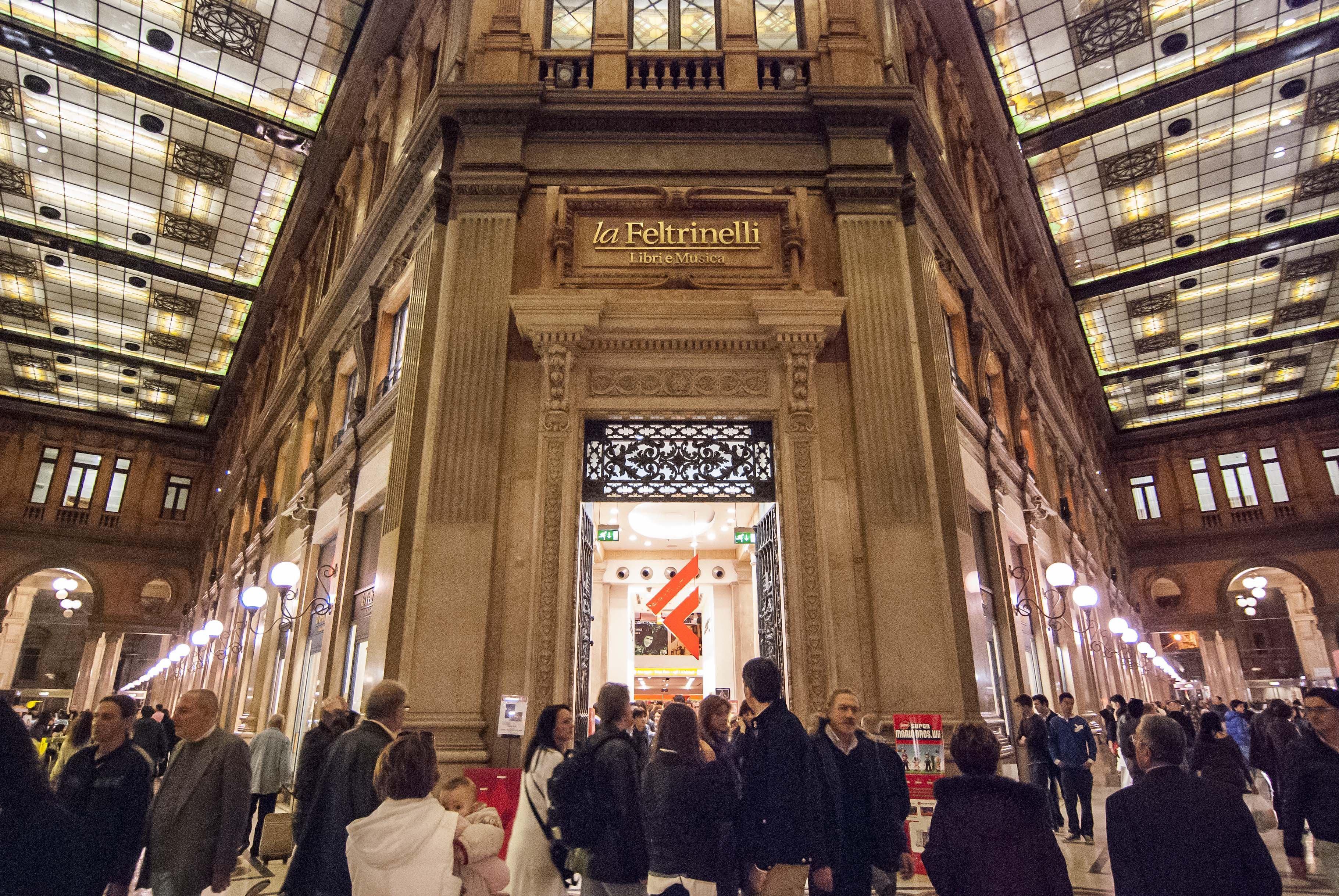
Punto vendita La Feltrinelli Libri e Musica alla Galleria Alberto Sordi di Roma (2009).

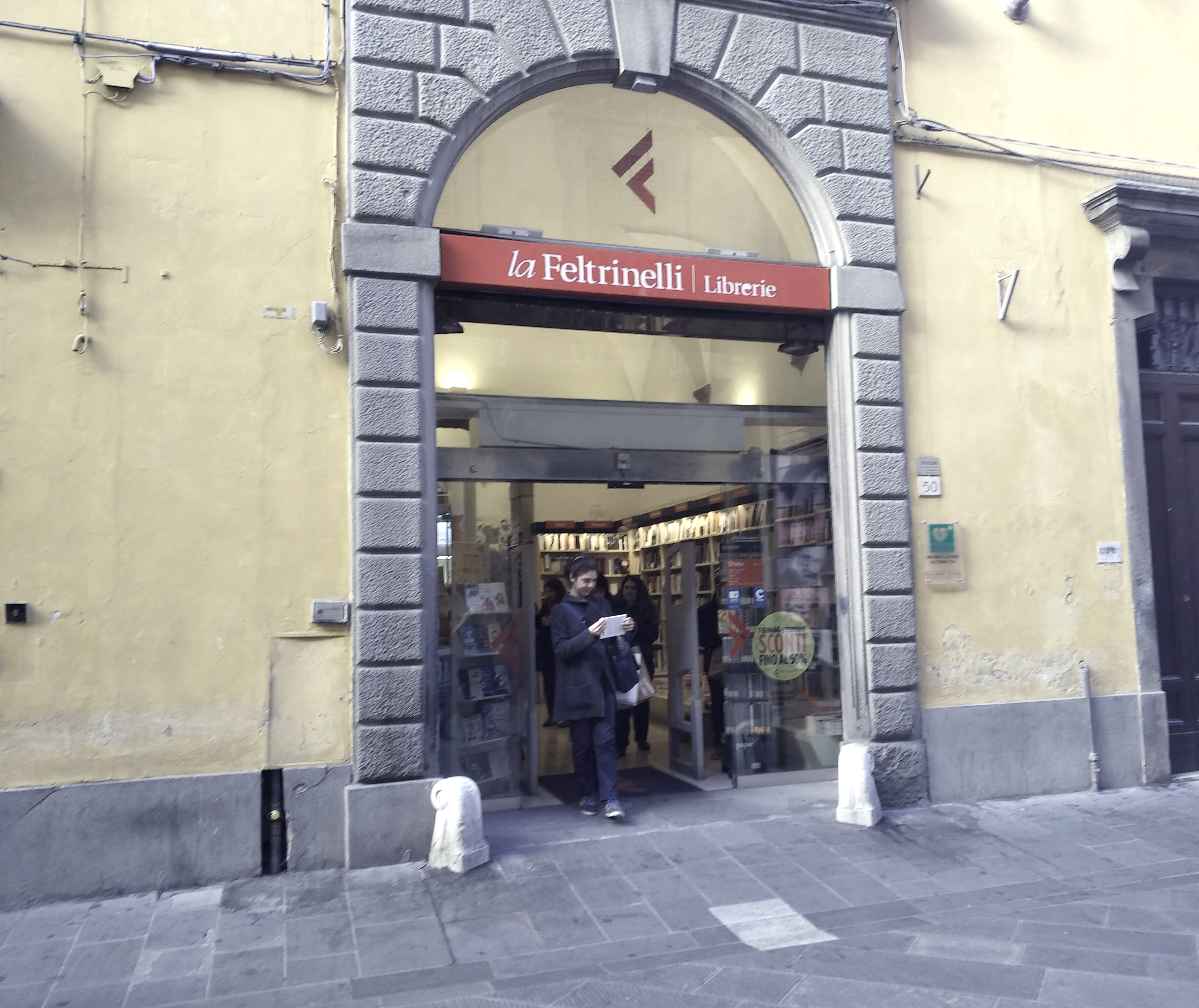
Libreria LaFeltrinelli a Pisa, la prima ad essere aperta nel 1957.

Con 120 punti vendita in 58 città, La Feltrinelli è una delle principali catene italiane di librerie e negozi di musica. I punti vendita sono suddivisi in diverse tipologie, in base ai prodotti venduti e alla localizzazione:
- La Feltrinelli librerie, il più tradizionale punto vendita Feltrinelli, il primo dei quali aprì a Pisa nel 1957[13]
- La Feltrinelli Libri e Musica, in cui l'offerta libraria è integrata da dischi, DVD e videogiochi, con 30 punti vendita[14]
- La Feltrinelli Village, librerie situate all'interno di centri commerciali[15]
- La Feltrinelli Express, punti vendita situati all'interno di stazioni e aeroporti[16]
- RED La Feltrinelli, RED è l'acronimo per "Read, Eat e Dream" (Leggi, Mangia e Sogna), poiché la libreria è anche un ristorante e un punto vendita di prodotti alimentari biologici e artigianali.[17][18]
- La Feltrinelli Point, un franchising di librerie aperte in piccole e medie città[19]
- Ricordi Media Stores, catena italiana per la distribuzione di musica, dove si possono trovare CD, dischi, video, spartiti, partiture, prodotti multimediali, strumenti, libri, biglietti per concerti.[20] A seguito della chiusura del punto vendita di via Ugo Bassi a Bologna, ad aprile 2017 rimane solamente un punto vendita del marchio Ricordi Media Stores: quello di Milano all'interno della Galleria Vittorio Emanuele II[21], destinato peraltro a trasformarsi in un punto vendita La Feltrinelli in seguito all'accordo di riorganizzazione degli spazi all'interno della galleria intercorso tra Prada e Feltrinelli.[22]

Delle cinque librerie La Feltrinelli International, specializzate in libri nelle principali lingue straniere e materiali per l'apprendimento linguistico, rimane solo quella di Roma.

## Società
A seconda della tipologia del punto vendita e della sua collocazione, le librerie sono gestite da diverse società che fanno a capo alla holding EFFE 2005 Gruppo Feltrinelli S.p.A.:
- Feltrinelli S.p.A.
  - Feltrinelli Franchising S.r.l.
  - Finlibri S.r.l.
  - LaFeltrinelli RED S.p.A.
  - FSR Feltrinelli Sviluppo Retail S.r.l.
  - Stereo Online S.r.l.
    - LaFeltrinelli Internet Bookshop

  - Companyia Central Llibretera S.L.
  - Marsilio Arte S.r.l. (in parte casa editrice e in parte bookshop)